# 喬許·利爾斯
喬許·利爾斯（英語：Josh Lillis；1987年6月24日—）是一位英格蘭足球運動員。在場上的位置是守門員。他現在效力於英格蘭足球甲級聯賽球隊羅奇代爾足球俱樂部。

## 外部連結
- 足球数据库：喬許·利爾斯的球员统计数据